# Campeonato Mundial de Tiro de 1954
El XXXVI Campeonato Mundial de Tiro se celebró en Caracas (Venezuela) en el año 1954 bajo la organización de la Federación Internacional de Tiro Deportivo (ISSF) y la Federación Venezolana de Tiro.
Las competiciones se realizaron en el Polígono Nacional de Tiro El Libertador de la capital venezolana.

## Resultados

### Masculino
| Evento                                     | Oro                               | Plata                                 | Bronce                                |
| ------------------------------------------ | --------------------------------- | ------------------------------------- | ------------------------------------- |
| Rifle 3 posiciones 300 m                   | Anatoli Bogdanov URSS 1133 pts.   | Vasili Borisov URSS 1132 pts.         | Vilho Ylönen · Finlandia · 1126 pts.  |
| Rifle 3 posiciones 300 m (equipos)         | URSS 5606                         | Suiza · 5505                          | Suecia · 5491                         |
| Rifle en pos. tendida 300 m                | Anatoli Bogdanov URSS 391         | Vasili Borisov URSS 389               | Ernst Huber · Suiza · 388             |
| Rifle en pos. de rodillas 300 m            | Anatoli Bogdanov URSS 380         | John Sundberg · Suecia · 379          | Vilho Ylönen · Finlandia · 378        |
| Rifle en pos. de pie 300 m                 | Vasili Borisov URSS 366           | August Hollenstein · Suiza · 363      | Anatoli Bogdanov URSS 362             |
| Rifle estándar 300 m                       | Walther Fröstell · Suecia · 514   | Anders Kvissberg · Suecia · 513       | J. Matallana · Colombia · 503         |
| Rifle estándar 300 m (equipos)             | Suecia · 2471                     | Yugoslavia 2448                       | Finlandia · 2437                      |
| Rifle 3 posiciones 50 m                    | Anatoli Bogdanov URSS 1174        | Vasili Borisov URSS 1172              | Vilho Ylönen · Finlandia · 1167       |
| Rifle 3 posiciones 50 m (equipos)          | URSS 5802                         | Suecia · 5765                         | Noruega · 5758                        |
| Rifle en pos. tendida 50 m                 | Vasili Borisov URSS 399           | Anders Kvissberg · Suecia · 399       | Iver Ås · Noruega · 399               |
| Rifle en pos. tendida 50 m (equipos)       | Suecia · 1988                     | Noruega · 1986                        | URSS 1986                             |
| Rifle en pos. de rodillas 50 m             | Anatoli Bogdanov URSS 396         | Vasili Borisov URSS 393               | Moiséi Itkis URSS 393                 |
| Rifle en pos. de rodillas 50 m (equipos)   | URSS 1958                         | Suecia · 1943                         | Noruega · 1921                        |
| Rifle en pos. de pie 50 m                  | Anatoli Bogdanov URSS 380         | Vasili Borisov URSS 380               | John Sundberg · Suecia · 379          |
| Rifle en pos. de pie 50 m (equipos)        | URSS 1865                         | Noruega · 1850                        | Suecia · 1843                         |
| Rifle en pos. tendida 50 y 100 m           | Gilmour Boa Canadá 598            | Kurt Johansson · Suecia · 596         | August Westergaard Estados Unidos 596 |
| Rifle en pos. tendida 50 y 100 m (equipos) | Estados Unidos 2373               | Suecia · 2372                         | URSS 2370                             |
| Pistola 50 m                               | Huelet Benner Estados Unidos 553  | Torsten Ullman · Suecia · 552         | Anatoli Yasinski URSS 552             |
| Pistola 50 m (equipos)                     | URSS 2722                         | Estados Unidos 2706                   | Suecia · 2697                         |
| Pistola rápida de fuego 25 m               | Nikolái Kalinichenko URSS 584     | William McMillan Estados Unidos 582   | Pentti Linnosvuo · Finlandia · 581    |
| Pistola rápida de fuego 25 m (equipos)     | URSS 2317                         | Estados Unidos 2292                   | Finlandia · 2289                      |
| Pistola de fuego 25 m                      | Torsten Ullman · Suecia · 586     | Huelet Benner Estados Unidos 585      | William McMillan Estados Unidos 584   |
| Pistola de fuego 25 m (equipos)            | URSS 2319                         | Estados Unidos 2316                   | Cuba · 2263                           |
| Ciervo móvil 100 m –tiro simple–           | Vitali Romanenko URSS 224         | Rolf Bergersen · Noruega · 221        | Nikolái Prosorovski URSS 219          |
| Ciervo móvil 100 m –tiro simple– (equipos) | URSS 857                          | Noruega · 824                         | Suecia · 824                          |
| Ciervo móvil 100 m –tiro doble–            | Dmitri Bobrun URSS 213            | Vitali Romanenko URSS 206             | Vladimir Sevriugin URSS 206           |
| Ciervo móvil 100 m –tiro doble– (equipos)  | URSS 824                          | Suecia · 804                          | Noruega · 757                         |
| Foso                                       | Cesare Merlo · Italia · 296       | Galliano Rossini · Italia · 293       | Hans Åsnes · Noruega · 293            |
| Foso (equipos)                             | Italia · 773                      | Suecia · 768                          | Egipto 768                            |
| Skeet                                      | Chester Crites Estados Unidos 148 | Kenneth Pendergras Estados Unidos 145 | Bengt Malmgren · Suecia · 145         |

## Medallero
| Núm. | País           | Oro | Plata | Bronce | Total |
| ---- | -------------- | --- | ----- | ------ | ----- |
| 1    | URSS           | 20  | 6     | 7      | 33    |
| 2    | Suecia         | 4   | 10    | 6      | 20    |
| 3    | Estados Unidos | 3   | 6     | 2      | 11    |
| 4    | Italia         | 2   | 1     | 0      | 3     |
| 5    | Canadá         | 1   | 0     | 0      | 1     |
| 6    | Noruega        | 0   | 4     | 5      | 9     |
| 7    | Suiza          | 0   | 2     | 1      | 3     |
| 8    | Yugoslavia     | 0   | 1     | 0      | 1     |
| 9    | Finlandia      | 0   | 0     | 6      | 6     |
| 10   | Colombia       | 0   | 0     | 1      | 1     |
|      | Cuba           | 0   | 0     | 1      | 1     |
|      | Egipto         | 0   | 0     | 1      | 1     |
|      | TOTAL          | 30  | 30    | 30     | 90    |